# Die Graslöwen
Die Graslöwen ist eine Kinderfilm-Serie des Regisseurs Jürgen Weber nach dem gleichnamigen Buch von Wiebke Jaspersen aus dem Jahr 2002. Sie basiert auf dem Graslöwen, einer Identifikationsfigur für Kinder, die diesen das Thema Umweltschutz nahebringen soll.

## Handlung
Der Sender Mobil-TV hat einen Wettbewerb für Kinder ausgerufen. Es geht um einen Fernsehbeitrag für Umweltschutz. Die aussichtsreichsten Kandidaten sind einerseits die beiden Mädchen Svenja und Margret und auf der anderen Seite das Jungenteam Simon und Murat. Zunächst kämpfen beide Teams gegeneinander. Doch schließlich erkennen sie, dass sie das Ziel nur gemeinsam erreichen können. So werden die Graslöwen gegründet.
Nach dem erfolgreichen Fernsehbeitrag bekommen die Graslöwen einen eigenen Sendeplatz in der Fernsehsendung der Reporterin Cornelia. Diese ist von den Kindern allerdings überhaupt nicht begeistert und versucht die Arbeit der Graslöwen zu boykottieren. Doch die Graslöwen gehen stets als Sieger hervor und enthüllen viele „Sauereien“ wie Umweltzerstörung, Massentierhaltung usw.

## Hintergrund
Die Graslöwen sind das Ergebnis eines Wettbewerbs, den die Deutsche Bundesstiftung Umwelt (DBU) gemeinsam mit dem Kinderkanal von ARD und ZDF im Jahr 2000 initiiert hatte. Gesucht wurden innovative Konzepte, die Kindern im Grundschulalter ökologische Themen im Sinne der „Agenda 21“ als spannende und unterhaltsame Fernsehgeschichten vermitteln. Aus 170 Wettbewerbsbeiträgen wählte eine Jury unter anderem die Drehbuchidee Die grünen Motten von der in Sankt Augustin lebenden Regisseurin und Autorin Maryam Yazdtschi aus.